# Matelea decipiens
Matelea decipiens là một loài thực vật có hoa trong họ La bố ma. Loài này được (Alexander) Woodson mô tả khoa học đầu tiên năm 1941.